# هلگه لیمبورگ
هلگه لیمبورگ (زاده ۲۵ اکتبر ۱۹۸۲–آلمانی: Helge Limburg) یکی از اعضای حزب سبز آلمان است. او یکی از نمایندگان پارلمان آلمان است. حزب سبز آلمان حزبی چپ‌گرا و میانه‌رو است.